# Daniel Villanova
Daniel Villanova est un humoriste, acteur et un auteur dramatique français, né le 3 février 1953 à Pézenas (Hérault) et qui vit à Montpellier. Il s’est spécialisé dans les one-man-shows, où il interprète toutes sortes de rôles masculins et féminins et qui sont enracinés dans son Languedoc natal.

## Carrière
Après six années de carrière théâtrale à Paris, où il a joué notamment dans Cyrano de Bergerac, La Mouette et Mère courage, Daniel Villanova abandonne les compagnies et théâtres officiels et se lance dans la production de ses propres spectacles en solo.
Il crée Entrez sans frapper, avec lequel il obtient entre autres le Prix du Meilleur Spectacle, le Prix de l’Humour et le Prix Spécial des Spectateurs au Festival de Café-Théâtre de Liège en 1985, le Grand Prix du Festival d’Humour des Ménuires 1984, et le 2e Prix du One-man-Show au Festival du Théâtre Court d’Arles 1984. En 1986, le public réserve le même accueil à sa deuxième création, L’Apéro comique, galerie de portraits de personnages du Midi.
En décembre 1988, toujours fidèle à sa démarche de fantaisiste du quotidien, mais désireux d’explorer d’autres voies, il s’associe à Christian Ortuno, l’imitateur, et crée avec lui Les dieux sont tombés sur la tête, une suite de sketches où les personnages locaux de Villanova se trouvent confrontés aux célébrités incarnées par son comparse.
En 1990, il donne, à Montpellier, un spectacle de chansonnier axé sur l’actualité politique, Tout doit disparaître, puis La Corde folle, en collaboration avec Doux-Douille, qui connaît un millier de représentations à travers le Languedoc. Suivent : en 1992, Le Grand bluff, tragi-comédie et réquisitoire contre le racisme et la xénophobie ; en 1994, Maestro (Une corrida goyesque) , comédie satirique et impertinente, écrite en collaboration avec Doux-Douille et Daniel Gros ; et en 1996, La Corde folle n° 2, qui achève de faire de lui l'un des plus populaires humoristes méridionaux actuels.
Cette réputation a été confortée par la tétralogie des Quatre saisons : L'Automne est créé en novembre 1999 à Montpellier, L'Hiver en mars 2002, Le Printemps en 2005  et L'Été en 2009. Les tournées de ces quatre spectacles rencontrent un vif succès dans le Midi.
Le succès est aussi au rendez-vous pour la création, à Sète, d’Hommage à Lucette, en juin 2007, puis celle de Jean-Charles président, créé à l’occasion de la campagne présidentielle de 2011 et qui constitue un réquisitoire contre Nicolas Sarkozy. Ses deux spectacles suivants, La Croisade des rabat-joie (2013) et À l'abordage (2014), s'attaquent respectivement aux sujets de l'extraction du gaz de schiste et du théâtre contemporain. L'humoriste célèbre ensuite ses 30 ans de scène avec le spectacle 30 ans de fous rires, qui est une rétrospective de sa carrière entrecoupée de certains de ses sketches les plus célèbres

## Un «rire de résistance»
En tant qu’auteur et interprète, Daniel Villanova a conçu un théâtre qu’il qualifie lui-même de « comico-maquisard » et qui lui permet tout à la fois de représenter fidèlement les personnages qu’il a eu l’occasion d’observer avec sympathie dans sa région et d’exprimer, à travers les dialogues et les situations souvent cocasses qu’il imagine, sa révolte, d’inspiration libertaire, contre une société déshumanisante et profondément inégalitaire.  Il met en scène et interprète une bande de personnages hauts en couleur qui résident dans la fictive bourgade héraultaise de Bourougnan, mais qui n’en constituent pas moins des types universels.
À la différence du rire complice, qui lie les foules ahuries et ceux qui ont pour mission de les divertir, le rire villanovien est un instrument de résistance à la pensée unique et d’émancipation intellectuelle : il est un « refus d’adhérer » et constitue un instrument indispensable au service d’une entreprise visant à dessiller les yeux des aveugles volontaires, comme l’explique Daniel Villanova : « Je plaide pour un rire qui prenne le parti des petites gens face à l’oppression et à la violence d’un système social chaque jour plus totalitaire, antihumain, mortifère. »

## Publications
- Hommage à Lucette, illustré par Jose Nuyts, éditions Un jour une nuit, 2010.
- L'Été, illustré par Jose Nuyts, éditions Un jour une nuit, 2011.
- Jean-Charles président, illustré par Jose Nuyts, éditions Un jour une nuit, décembre 2012 (109 pages).
- La Croisade des rabat-joie (No gazarán !), illustré par Jose Nuyts, éditions Un jour une nuit, décembre 2013 (115 pages).